# Alex Rodrigues
Alex Rodrigues (São Paulo) é um quadrinista e designer brasileiro. Formado em Desenho Industrial pela Universidade Presbiteriana Mackenzie, trabalha desde 2006 como ilustrador free-lance para editoras e agências de publicidade. Também ministrou aulas, palestras e oficinas de desenho e quadrinhos durante quatro anos na escola HQ em Foco, em cujo selo de publicação de quadrinhos Rodrigues participou em séries como Nanquim Descartável, Pelota: Futebol e Quadrinhos e São Paulo dos Mortos.
Em 2015, Alex Rodrigues foi responsável, ao lado de Al Stefano, da arte do romance gráfico Por Mais um Dia com Zapata (escrito por Daniel Esteves). O livro, publicado pela editora Zapata com recursos do ProAc, conta a história do revolucionário mexicano Emiliano Zapata. Em 2019, o desenhista retomou a parceria com Daniel Esteves no romance gráfico Último Assalto, também da Zapata, que conta a história de um jovem da periferia de São Paulo que, embora tenha um futuro promissor no boxe, precisa enfrentar situações como preconceito, subemprego, a necessidade de sobreviver e a exploração dos poderosos. No mesmo ano, Rodrigues também participou, ao lado de outros artistas, da HQ Orixás: Ikú, escrita por Alex Mir e que faz parte de uma série que conta histórias sobre orixás do candomblé.
Em 2020, Alex Rodrigues ganhou o Troféu HQ Mix na categoria "Publicação independente edição única" pelo romance gráfico Último Assalto. O mesmo livro também foi finalista do Prêmio Jabuti de melhor história em quadrinhos.